# Grupo PSA
O Grupo PSA (em francês: Groupe PSA), também conhecido pelos nomes Peugeot S.A. e PSA Peugeot Citroën (de 1991 até 2016), foi uma indústria automobilística francesa que produzia automóveis.
Em 31 de outubro de 2019, a empresa anunciou um acordo de fusão com o grupo FCA, donos das marcas Fiat e Chrysler. Em janeiro de 2021, as atividades da companhia foram encerradas para dar origem a uma nova empresa chamada Stellantis.

## História
Em 1974, a Peugeot SA comprou uma participação de 38,2% na Citroën, e em 1976 aumentou esse percentual para 89,95%, criando o Grupo PSA. Em 1979, a PSA comprou os ativos da Chrysler Europe por 1 bilhão de dólares. A operação gerou considerável prejuízo de 1980 a 1985, e neste período a PSA perdeu sua participação no segmento de modelos de luxo, posição que nunca recuperou.[carece de fontes?]
Em março de 2017, a PSA comprou a marca alemã Opel e a inglesa Vauxhall do grupo americano General Motors.

## Joint ventures e colaborações

### Dongfeng Peugeot-Citroën Automobile
A joint venture com a empresa chinesa Dongfeng Motor Corporation (posteriormente designada por Dongfeng Motor Group) foi estabelecida em 1992. Desta parceria foram produzidos os modelos Citroën C-Triomphe, 207, 307 e 408, em fábricas localizadas em Wuhan e Xiangyang.

### Mitsubishi Motors
Em 2008, o Grupo PSA analisou a possibilidade de compra da Mitsubishi Motors, mas não foi possível concluir um acordo, que foi cancelado em 2010. 

### Peugeot Citroën Mitsubishi Automotive Rus
A fábrica de Kaluga foi construída pela joint venture russa entre a PSA Peugeot Citroën (70%) e a Mitsubishi Motors (30%), criada em 2011. Neste local são produzidos os modelos Mitsubishi Outlander, Pajero Sport, Peugeot 308 e Citroën C4. Desde 2018, também são fabricados os modelos Peugeot Expert e Citroën Jumpy.

### B-Parts
Em 2020, a PSA Aftermarket, a divisão de pós-venda do Grupo PSA, ampliou as suas operações na economia circular ao adquirir a B-Parts, uma plataforma especializada na venda de peças automóveis usadas. Esta iniciativa alinhou-se com a estratégia "3R" do grupo: reparar, reutilizar e reconstruir, focando-se em soluções automóveis sustentáveis. A aquisição também teve como objetivo apoiar a meta da PSA Aftermarket de triplicar as receitas provenientes de iniciativas de economia circular entre 2018 e 2023, em linha com os seus objetivos de sustentabilidade.